# سیارک ۱۱۵۸۹۱
سیارک ۱۱۵۸۹۱ (به انگلیسی: 115891 Scottmichael، نامگذاری:2003VW2) صد و پانزده هزار و هشتصد و نود و یکمین سیارک کشف شده‌است که در ۱۴ نوامبر ۲۰۰۳ کشف شد.